# 邊疆帶

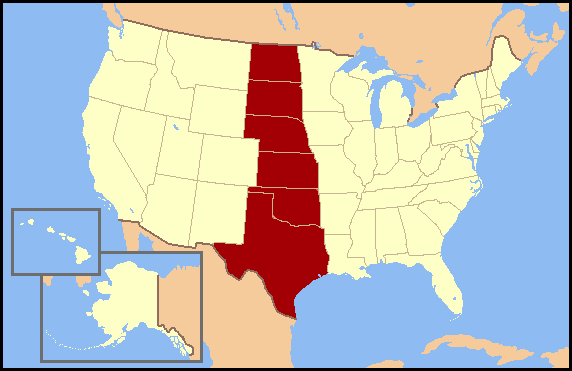
邊疆帶

邊疆帶（英語：Frontier Strip）是指美國從北達科他州往南到德州的六個州份。地理上來說，這些州份在北美大平原排成了貫穿南北的一條線。「邊疆帶」一名的由來是1880年人口普查時，美国普查局將國境定義為西經100度，該地區仍然是當時的美國邊境，僅有定點的墾荒者，而邊疆帶被視為一個線型的前哨。
邊疆帶六州包括北达科他州、南达科他州、內布拉斯加州、堪薩斯州、奧克拉荷馬州和德克萨斯州。